# Ferrocarril de Benguela

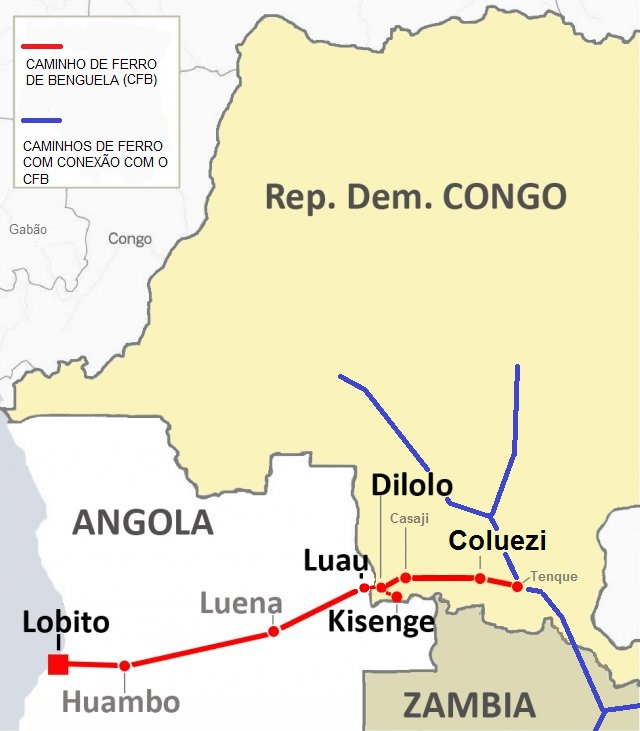
Red de ferrocarriles de Angola, Congo y Zambia.

El Ferrocarril de Benguela, también llamado Ferrocarril de Katanga-Benguela, es una línea ferroviaria que cruza la parte central de Angola y el sur de la República Democrática del Congo, en dirección oeste a este, siendo el ferrocarril más grande e importante en el suroeste de África. También se conecta a Tenke, Congo, con el Ferrocarril de Ciudad del Cabo a El Cairo (Kindu-Congo a Port Elizabeth-Sudáfrica).
Su punto de salida es el puerto de Lobito, en la costa atlántica, desde donde exporta todo tipo de productos, desde minerales hasta alimentos, componentes industriales, carga viva, etc.
Su compañía que lo explota en la sección angoleña de Lobito a Luau, es la Compañía Ferroviaria Benguela-E.P. De Dilolo a Tenke es administrado por la Sociedad Nacional de Ferrocarriles del Congo.

## Operaciones
El ferrocarril de Benguela tiene una longitud de 1344 km en Angola y proporciona acceso a la parte interior del país, y alcanzó su mayor logro al enlazar con el Cinturón del Cobre (Copperbelt) de la provincia de Katanga, en la República Democrática del Congo, y Zambia. El ancho de vía es de 1067 mm, como es habitual en la mayoría de ferrocarriles de la región. Los inversores en las minas de cobre invirtieron en el ferrocarril para la exportación del cobre vía Lobito, hecho posible por la conexión en el sur de Katanga desde Tenke en la RD del Congo de la Línea de Katanga a Dilolo y Luau en la frontera.
Los pasajeros de los trenes también circulan entre Lubumbashi y Lobito, conectando con los servicios de barcos de pasajeros a Europa. Esto proporcionó una ruta más corta par los europeos que trabajaban en el Cinturón del Cobre en Katanga y Zambia, y el nombre "ferrocarril de Benguela" fue utilizado a veces libremente para la ruta Lubumbashi-Lobito no solo para la sección entre Tenke-Lobito en la que estrictamente se aplica.
A través del enlace de Katanga y las conexiones de Zambia a Beira y Dar es Salaam en el océano Índico, el ferrocarril de Benguela es parte del ferrocarril transcontinental. También conecta indirectamente con el sistema de ferrocarriles de Sudáfrica. En su apogeo el ferrocarril de Benguela era el camino más corte para el transporte de las riquezas minerales del Congo a Europa.

## Historia

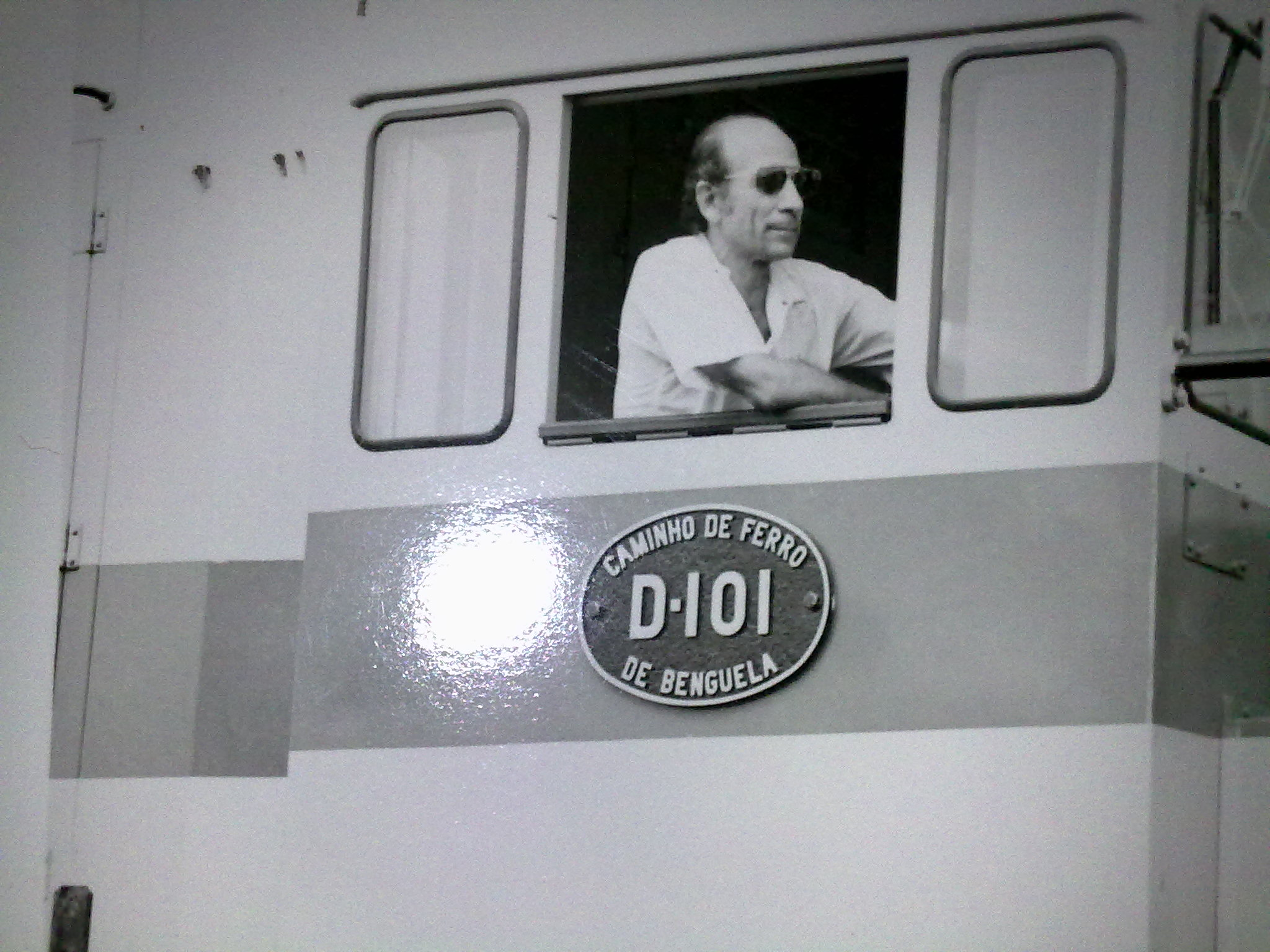
Locomotora diésel del CFB, en 1973.

La línea de ferrocarril, grosso modo, sigue las viejas rutas comerciales entre el antiguo centro comercial de Benguela y su hinterland de la meseta del Bié. En 1899, el gobierno portugués inició la construcción del ferrocarril para dar acceso a la meseta central angoleña y a las riquezas minerales del entonces Estado Libre del Congo. Una concesión por 99 años fue dada a Sir Robert Williams el 28 de noviembre de 1902. Su Benguela Railway Company llevó a cabo la construcción que comenzó el 1 de marzo de 1903. Messrs Pauling & Co. y Messrs Griffiths & Co fueron contratados para construir secciones del ferrocarril. Para 1914 cuando empezó la I Guerra Mundial, se habían completado 500 km. La construcción fue detenida hasta 1920 y la conexión de la línea de ferrocarril a Luau en la frontera con el Congo Belga fue completada en 1929. El propósito principal era la exportación comercial y el "tráfico doméstico angoleño sería de importancia secundaria". La línea probó ser un éxito y muy rentable, especialmente a principios de la década de 1970 cuando Zambia cerró la frontera con la entonces Rodesia (actual Zimbabue).
Después de la independencia de Angola en 1975, la guerra civil de Angola llevó a detener las operaciones. En la década del 2000, la mayor parte de la infraestructura estaba gravemente dañada o destruida. En 2005 se iniciaron conversaciones entre Angola y Zambia para restaurar las operaciones en la línea. La República Popular China proporcionó entre $300 y $500 millones en ayuda financiera para ayudar a reemplazar la vía férrea dañada por la guerra.

### Rehabilitación
El 29 de agosto de 2011, Caminhos-de-Ferro de Benguela (CFB) reanudó el servicio que enlaza Huambo con Benguela (CFB había dejado de funcionar en la ruta Benguela/Huambo en octubre de 1992 debido al conflicto armado en Angola). Después de la ceremonia de apertura en la estación de Lobito, los invitados rodaron un tren a través de la sección Lobito/Benguela utilizando vagones de pasajeros de 54 personas fabricados en Sudáfrica y una locomotora producida por General Electric que ha estado en servicio desde 1973.
El 31 de marzo de 2012, un tren de prueba recorrió los 202 km entre Huambo y Kuito en Bié Province (realmente hasta Cunje, algunos kilómetros al norte de la actual ciudad) con el ministro de transportes Augusto da Silva Tomás a bordo.
Tomás afirmó que dos equipos trabajan en la reconstrucción entre la provincia de Bíe y Luena, provincia de Moxico, uno desde Kuito hacia el este, y otro desde Luena hacia el oeste. El 25 de mayo de 2012, un tren de prueba llegó a Luena, según Tomás.
El gobierno prometió que la línea estaría operacional hasta la estación fronteriza de Luau para finales de 2012. Como muchos proyectos de infraestructuras, la fecha de la consecución completa se ha retrasado, pero la conexión con la RD Congo se espera esté completada para agosto de 2013.
Según el Jornal de Angola, CfB emplea (mayo de 2012) 1.321 trabajadores, transportó en 2011 129.430 pasajeros y 5.640 toneladas de bienes. Dos trenes por día recorren el trayecto entre
Lobito y Benguela, uno por día hasta Huambo, y tres por semana entre Lobito y Cubal.
El 5 de marzo de 2018, se reanudó el transporte de mineral desde la mina Tenke Fungurume, en el Congo, de donde se extraen cobre y cobalto, y las cargas se llevaron al puerto de Lobito. A partir de esa fecha, el ferrocarril entró en pleno funcionamiento, conectando la ciudad de Tenke con la ciudad de Lobito.

## Principales estaciones
- Lobito - 0 km
- Benguela - 33 km, completada en junio de 1906
- Cubal - 194 km, completada en 1908
- Caála - 395 km
- Huambo - 423 km
- Kuito
- Luena
- Luau - 1332 km, completada en 1929, frontera con la República Democrática del Congo
- Dilolo
- Divuma
- Kasaji
- Mutshatsha[19]
- Kolwezi
- Tenke

## Accidentes
En el accidente de ferrocarril de Tolunda del 22 de septiembre de 1994, los frenos dañados de un tren causaron que este se precipitara por un cañón. En el accidente murieron 300 personas.

## Otras lecturas
- Benguela Railway Company. (1929). A brief history of the Benguela railway, describing its construction through Angola, Portuguese West Africa, and the important role it is destined to play in the development of Southern and Central Africa. London: Benguela Railway Company.